# Ашуг

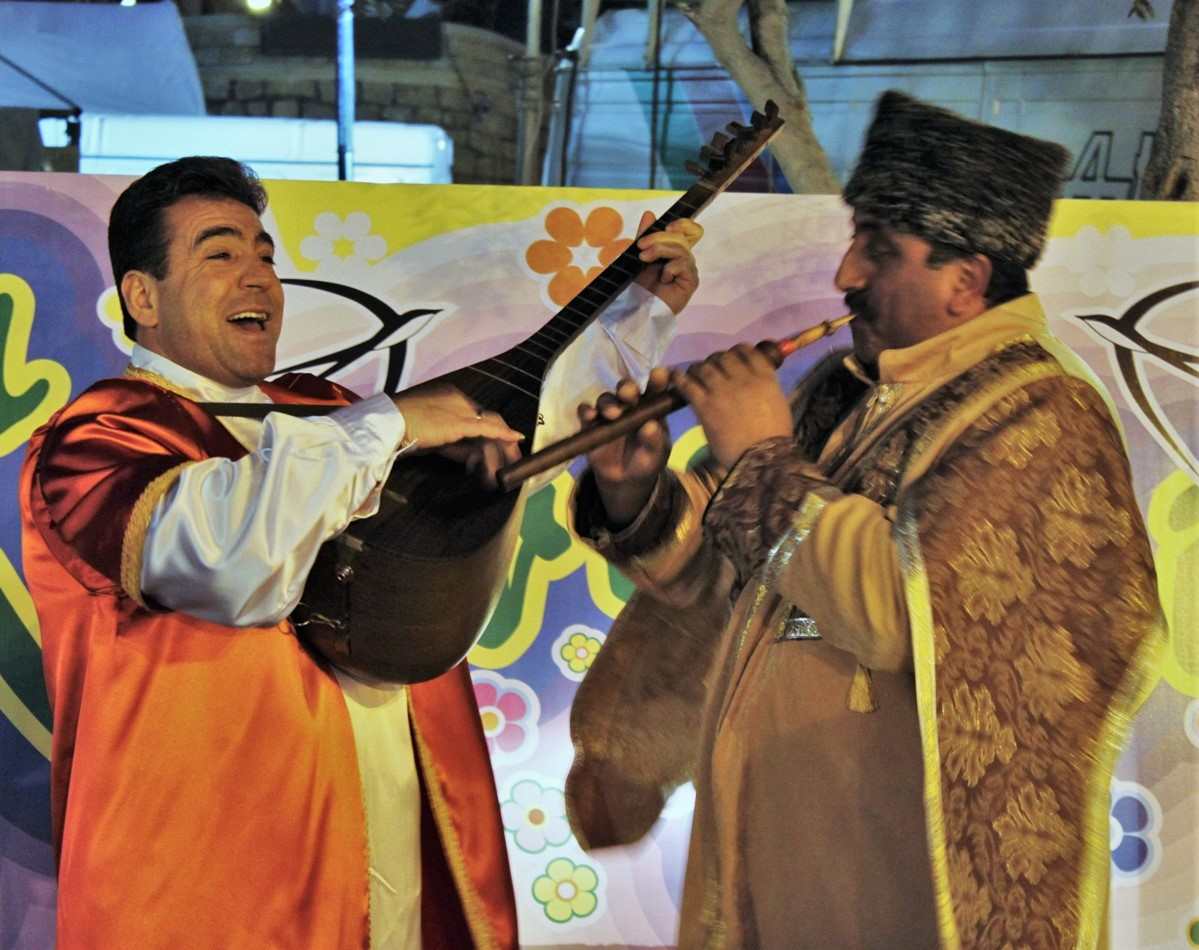
Ашуги на празднике Новруз в Баку

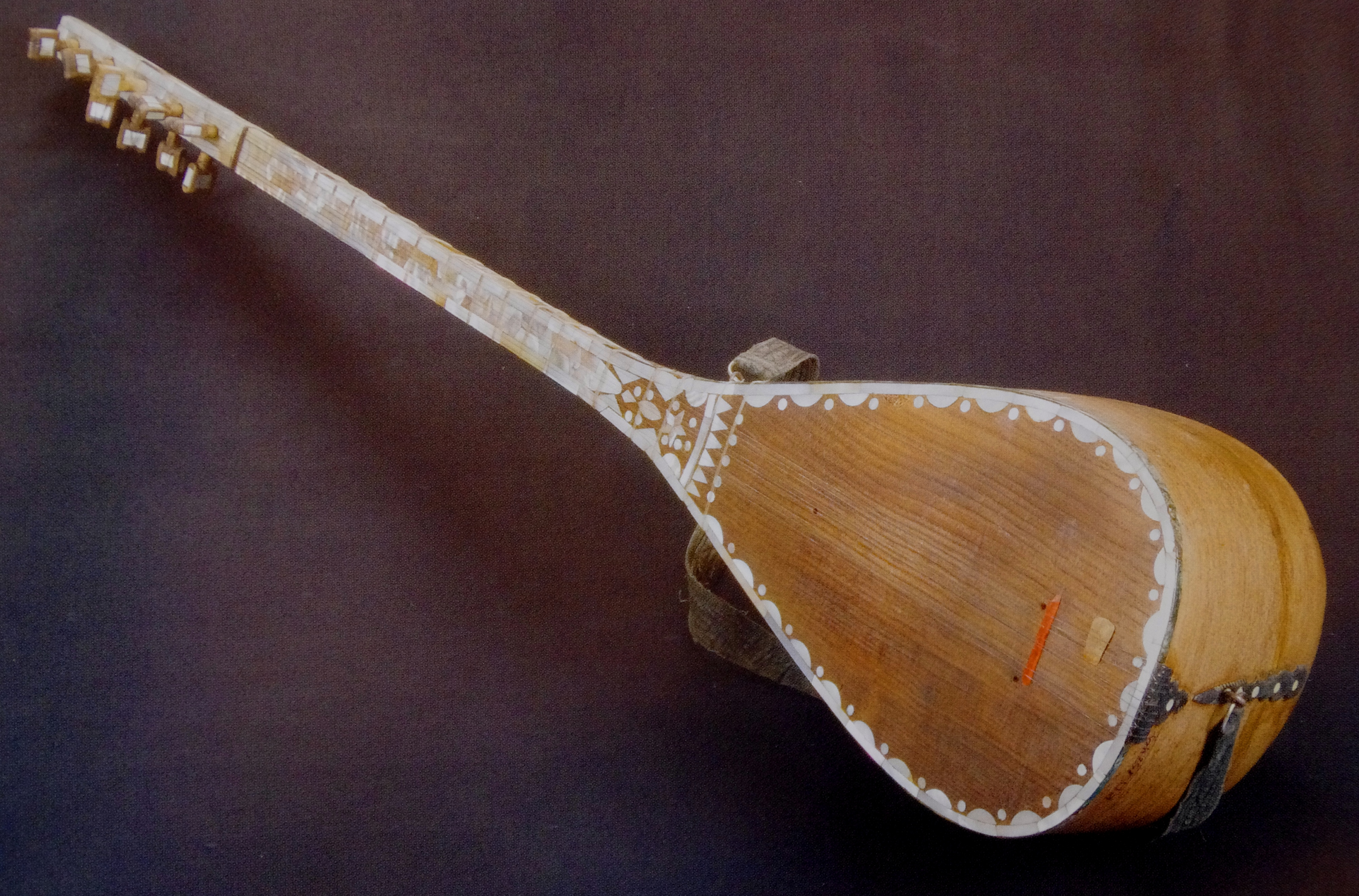
Саз — наиболее популярный музыкальный инструмент среди ашугов

Ашу́г или ашык (азерб. aşıq, арм. աշուղ [ašuġ], перс. عاشق‎ ['âšeq], лезг. ашукь – от араб. عاشق [ʕāšiq]‎ «возлюбленный») также имеет альтернативное армянское название гусан (арм. գուսան [ɡusɑ́n]) — народный певец-поэт у азербайджанцев, армян, грузин, лезгин, а также других народов Закавказья. Является эквивалентом менестреля в английской и трубадура во французской средневековой традиции. В азербайджанской музыкальной традиции ашуг аккомпанирует себе на сазе, играя также под музыку балабана и дафа; в армянской — на таре, кеманче, сантуре, кануне, сазе и кемани.

## Название
Слово «ашуг» имеет арабское происхождение, и впервые появляется в литературе в XV веке, заменяя собой более древние термины: армянский—гусан и тюркский—озан. Изначально оно означало «страстно любящий, пылающий любовью к божеству», далее перешло в тюркский, а затем и в армянский и грузинский языки, уже со значением «певца-поэта». При этом слово «ашуг» в армянском языке, согласно В.А. Горделевскому, сохранило характерное для юго-западных тюркских языков тяготение к удержанию «у» после слога с «а».
Согласно Этимологическому словарю русского языка Фасмера, в русский язык слово «ашуг» пришло из крымскотатарского. Однако, как отмечает специалист по тюркским языкам Эрванд Севортян, это предположение ошибочно, ввиду того, что приведенные в словаре Фасмера примеры не подходят по значению и фонетике, и поэтому при расшифровке слова надо исключать куманский, крымскотатарский и турецкие языки. Более того, Севортян вслед за Владимиром Гордлевским соглашается с тем, что значение слова «ашуг» как «народный певец», было заимствовано турками у армян, а само слово «ашуг» пришло в русский язык из армянского. Такое же мнение высказано в русском этимологическом словаре под редакцией Александра Аникина, где говорится что в русский язык слово «ашуг» пришло из армянского языка (աշուղ [ašuġ]), а попытки вывести слово из тюркского неприемлемы. Там же отмечено, что слово «ашуг» и пришедшее из азербайджанского языка слово «ашик» в русском языке имеют разные значения: армянское «ашуг» - народный певец, а азербайджанское «ашик »- балалаечник

## История

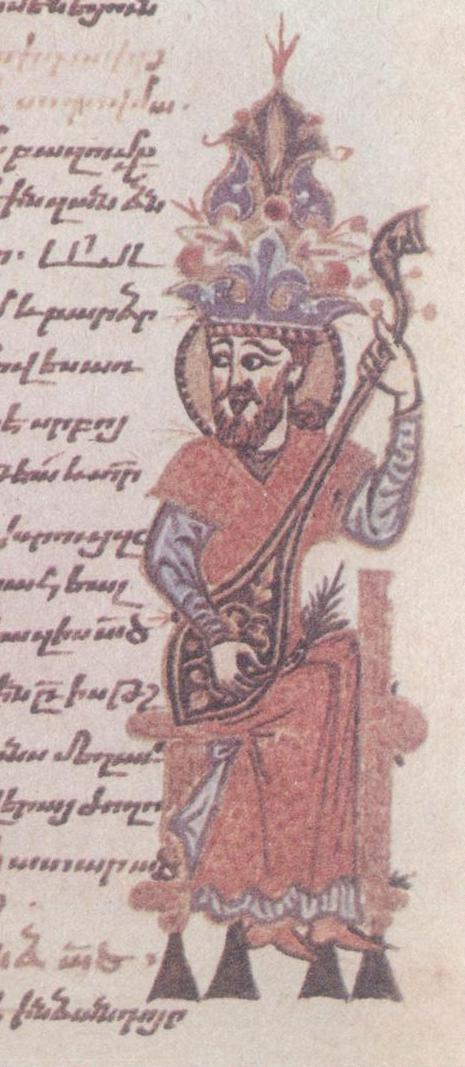
Музыкант с сазом. Армянская миниатюра XIII века

Наиболее ранние сведения о народных певцах-поэтах содержатся в работах армянских историков V века Мовсеса Хоренаци, Фавстоса Бузанда, Егише и других. Среди армян подобные поэты-исполнители назывались гусанами (мтруп-гусаны, тагерку). Кроме этого, сведения о народных исполнителях содержатся в огузском сказании «Китаби Деде Коркуд» (не ранее начала XIII века, сохранившиеся письменные памятники должны были быть составлены не ранее XV века). Поэты-исполнители известные под названием озан (или шуара, деде, яншаг) жили и творили среди тюркских народов ещё до появления ислама.
Большое влияние на развитие ашугского искусства оказало восхождение на трон, основателя династии Сефевидов, шаха Исмаила I, известного также как Хатаи. Во время восстаний кызылбашей, народные певцы разносили его песни на азербайджанском языке.

## В азербайджанской культуре
Музыкально-поэтическое творчество ашугов относится к музыкальной культуре устной традиции. Азербайджанские ашуги аккомпанируют себе на сазе, играя также под музыку балабана и дафа. 3 струны саза азербайджанских ашугов чаще всего настроены в кварто-квинтовом соотношении, что создаёт несложную форму гармонического многоголосия. Профессиональных ашугов разделяют на две категории: ашуги-исполнители и ашуги-поэты.
Ашуги-исполнители, будучи профессиональными сказителями, не занимаются поэтическим творчеством. Благодаря своим индивидуальным способностям и тонкому пониманию специфики родного фольклора они вносят различного рода вариации и изменения в свои дастаны и сказания, особенно в их прозаические формы.

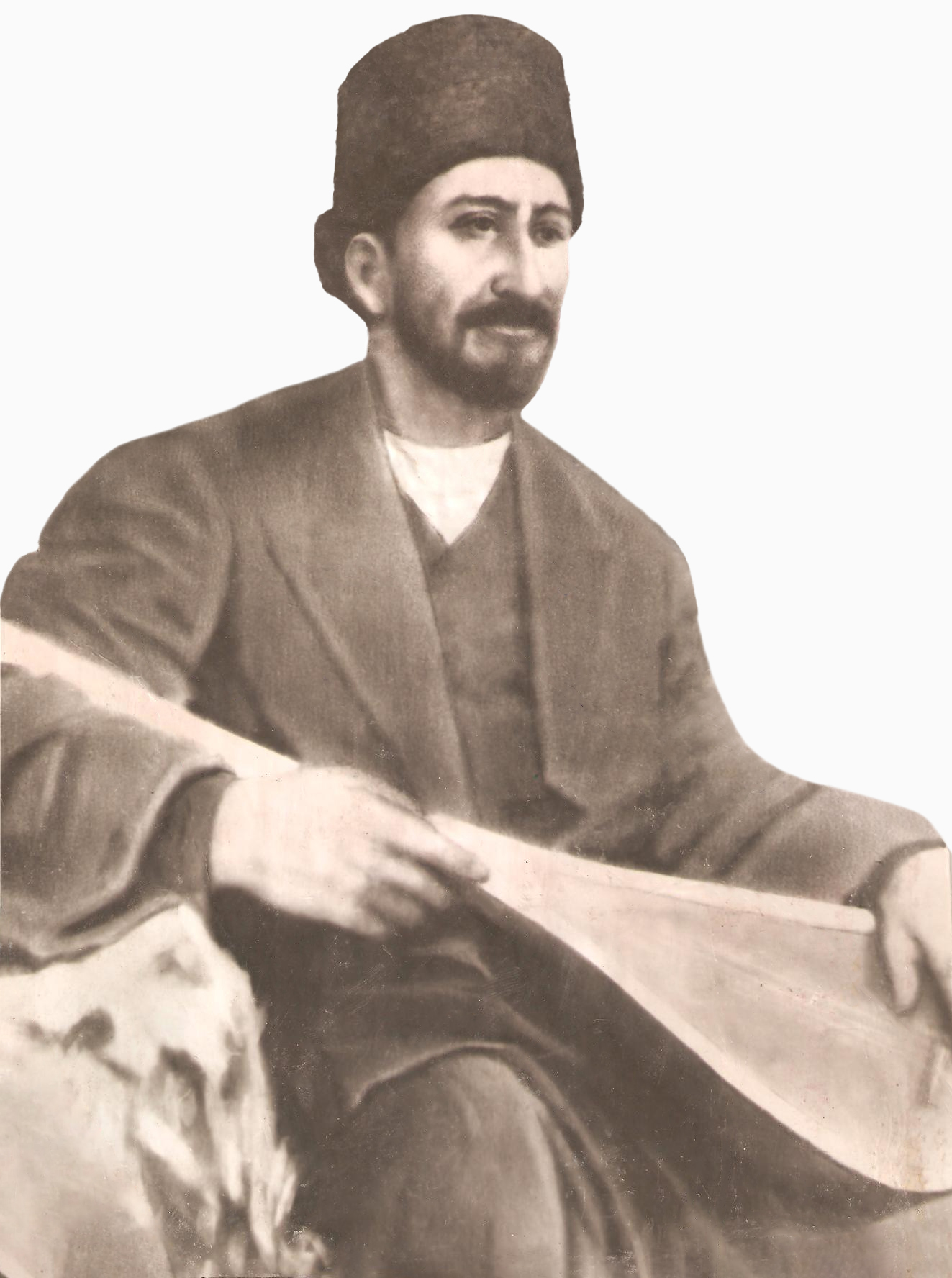
Ашуг Алескер, азербайджанский ашуг XIX—XX вв.

Ашуги-поэты, наоборот, наряду со сказительской деятельностью, занимаются ещё и поэтическим творчеством. В Азербайджане таких ашугов называют устадами, что в переводе с азербайджанского языка означает «выдающийся мастер». Устады имели свои школы, где обучали своих учеников азам ашугского творчества. К устадам можно отнести таких одаренных поэтов, как Ашуг Гурбани (XVI в.), Ашуг Аббас из Туфаргана (XVII в.), Ашуг Валех (XVIII в.), Ашуг Алескер (1821—1926), Ашуг Гусейн из Бозалгана (1875—1949), Ашуг Гусейн Сарачлы и многих других. Они оказали огромное влияние не только на ашугскую поэзию, но и на всю письменную литературу Азербайджана. В своё время среди азербайджанских ашугов было множество армян, в репертуаре которых было большое количество песен на азербайджанском языке. Одним из самых известных азербайджанских ашугов армянского происхождения был Авак Азарьян, творивший на азербайджанском языке.
Репертуар ашугов не ограничивается дастанами; он разнообразен по жанрам и очень конкретен по тематике, всегда заостренной социально.
Ашуги знают сказки (нагыл), любовно-лирические песни, песни-восхваления (гёзеллеме), песни нравоучительные (устаднамэ), сатирические. Ашуги сочиняют в таких поэтических формах, как пятистишье (мухеммес) и двустишье (дубэйт), а также широко пользуются стихом, построенным на фонемах, которые не требуют смыкания губ (додах-деймез). Многие ашуги помнили по 50—60 дастанов, десятки рассказов, повестей и сказок (например, знаменитый ашуг Алескер из Гокчи).
В прошлом ашуги выступали в чайханах, караван-сараях, на базарных площадях. В их репертуаре было много прекрасных поэтических образцов. Напевы ашугов музыкально несложны, но являются ритмически чёткими. Эти напевы являются традиционными и передаются из поколения в поколение. При этом одни мотивы предназначаются только для героических стихов, другие — только для лирических. Манера исполнения одних и тех же напевов у разных ашугов различна и зависит от личного вкуса и темперамента. Наиболее распространенным жанром творчества ашугов является любовная лирика. Интересной формой ашугского творчества является музыкально-поэтический турнир — дэйишмэ, участники которого (ашуги) состязаются в загадках, вопросах и ответах. При этом, если один из ашугов не смог ответить в стихотворной форме противнику или не сумел разгадать загадки, победитель имел право на саз побеждённого, а побеждённый тем самым лишался звания ашуга. Ашуги выступали не только соло, но и ансамблями, состоявшими обычно из четырёх исполнителей — ашуга, двух дудукистов и барабанщика. Ашугский ансамбль составляли также саз с балабаном и ударным инструментом.

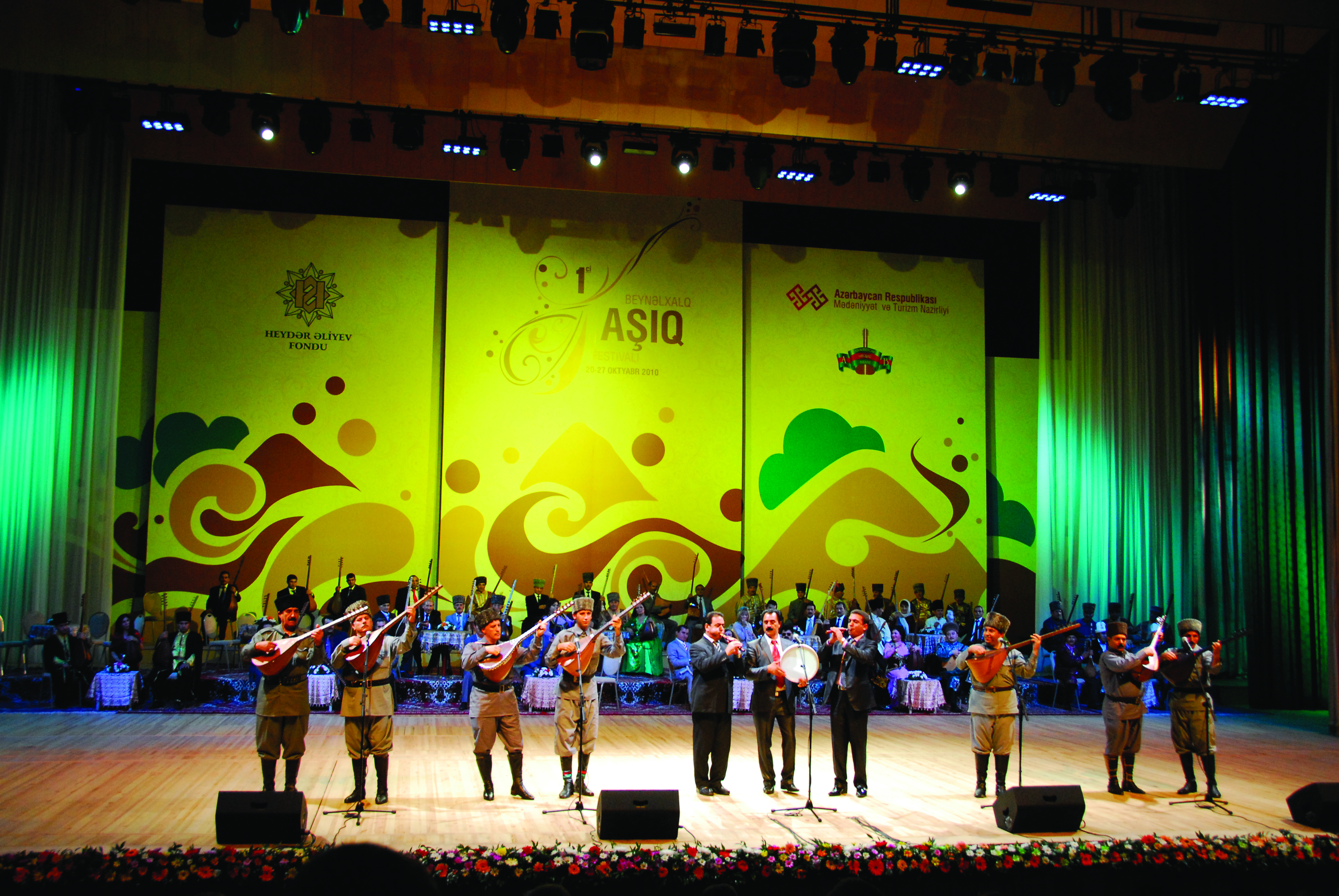
Международный ашугский фестиваль 2010 года в Азербайджане

Искусство ашугов состоит из легко узнаваемых мелодий, которые по отдельности им и вместе известны как ашыг хавасы (азерб. aşıq havası). Репертуар исполнителей содержит около 30 мелодичных типов (всего насчитывается около 100). Эти мелодии проигрываются только на сазе. На торжествах, которые проходят на открытом воздухе, ашуги выступают в ансамблях, где присутствует зурна, нагара или балабан. Определенный жанр игры ашугов носит название хава (азерб. hava), каждая из мелодий которого, содержит: иерархический набор высоты тона, мелодичный диапазон, шаг, предпочтительный настройку формулу каденции. Большинство школ использовали примерно от шести до восьми различных режимов, основная часть из которых заимствована из мугама. Наиболее важными среди них являются раст, сегях, шикастеи фарс и шур моди.. Каждая хава состоит из двух или более отдельных частей. Они повторяются в определенной последовательности, имея при этом возможность вариации. Между этими секциями могут быть вставлены импровизированные проходы.
На четвёртой сессии Комитета по защите нематериального наследия ЮНЕСКО в Абу-Даби (ОАЭ) (осень 2009 г.) было принято решение о внесении азербайджанского ашугского искусства в Репрезентативный список Нематериального культурного наследия ЮНЕСКО.

### В Азербайджане
В Азербайджане ашуги являются желанными и почетными гостями и исполнителями на концертах, меджлисах, свадьбах, юбилеях и творческих вечерах.
Репертуар азербайджанских ашугов состоит из коротких лирических стихотворений на любовные, моральные или религиозных темы и длинных лирических или эпических баллад (дастанов). Метраж произведений по большей части слоговой (Barmag , Heja). Наиболее распространенной формой является лирическое стихотворение гошма, которое состоит из четырёх строк содержащих 11 — слогов, или его вариантов, таких как баяты и Мухаммас. Кроме того существуют другие стихотворные формы (тажнис, гейралы, газал и более редкая девани), которые следуют правилам классического стихосложения (аруз).
В Азербайджанской республике ашугское искусство распространено главным образом в Гянджинском (северо-восток, Товуз, Газах), Карабахском и Нахичеванском (юго-запад) районах, а также в Салянском (юг-запад). В иранском Азербайджане - в городах Тебриз, Карадаг, Марага, Хой и Урмия.

### В Иране
В Иране имелось два центра ашугов:

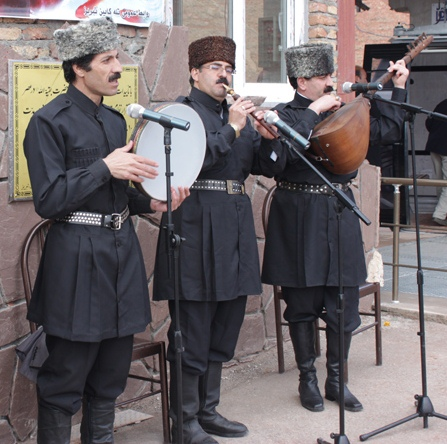
Ашуг с сазом в Тебризе, выступающий под аккомпанемент дафа и балабана

- Восточный Азербайджан — в Тебризе, где ашуги чаще всего выступали с двумя другими музыкантами, играющими на балабане и гавале. В восточной части иранской провинции Азербайджан, ашуг и его труппа обычно выступали в жанре лирического стихотворения (ашиг хавасы). Произносимые ими стихи обычно состояли из четверостишия, и, как правило, одиннадцати слогов в строке, а также имели от трех до пяти строф в стихотворение (В Азербайджанской республике и Турции эта форма называется гошма (qošmā)). В Иранском Азербайджане ашуги выполняли короткие стихи другого типа, а также баяты, которые являлись одним из самых исполняемых жанров[5].
- Западный Азербайджан — в Урмии, ашуги всегда выступали как сольные исполнители. В западной части иранской провинции Азербайджан, отличии от Восточного Азербайджана, у ашугов в предпочтении находился другой жанр, известный как дастан. Дастаны можно грубо разделить на два основных типа: героический эпос, таких как «Кероглу», и романтическая сказка, такая как «Асли и Керем». Дастаны являются более долгим жанром, некоторые из них длились до пятнадцати часов, и последовательно читались в течение нескольких дней. Обычно исполнитель дастанов в разговорной манере рассказывает историю, но когда дело доходит до диалога главных героев, эти части рассказа поются[5].

Кроме выступлений в кофейнях, ашуги также выступают на свадьбах и на других торжественных мероприятиях. До исламской революции в Иране ашуги регулярно выступали на радио и телевидении в провинциях Западный и Восточный Азербайджан.

## В армянской культуре

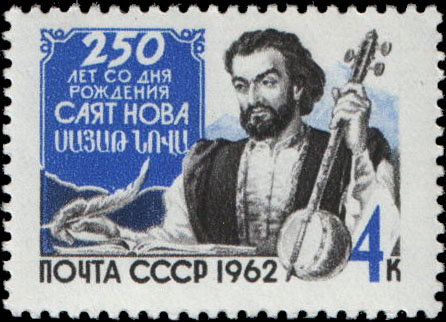
Саят-Нова — армянский поэт и музыкант, классик ашугской поэзии, чьё творчество оказало значительное влияние на развитие армянского, грузинского и азербайджанского искусства

Серджио ла Порта отмечал, что гусаны, позднее известные как ашуги составляли часть культурного ландшафта ещё с дохристианских времён. В армянской литературе термин «ашуг» впервые встречается в XV и XVI веках. Впрочем, как отмечает оксфордский профессор Тео ван Линт, слово встречается уже в одной поэме Костандина Ерзнкаци (ок. 1250—1320), однако рукопись, сохранившая данный отрывок, датируется XVII веком. Тем не менее, Т. ван Линт считает, что слово «ашуг» прекрасно подходит к содержанию поэмы, и возможно является частью оригинального текста . В конце XVI или начале XVII века жил Ашуг Наапет. В списке литературоведа Г. Левоняна приведены имена около 400 армянских ашугов начиная со средних веков.
Ашугское искусство в Армении является продолжением творчества древних сказителей випасанов, гусанов и частично тагергу (средневековых армянских поэтов-певцов). Развитие от искусства тагергу к творчеству ашугов можно проследить, начиная с XVI века и до наших дней. Армянская поэзия ашугов получила особое распространение в XVII—XVIII веках.
Выделяют четыре этапа развития ашугского творчества в Армении:
1. XVI—XVII вв. — переходный период, когда происходит слияние с искусством гусанов и тагопевцев: среди западных армян крупнейший представитель - Багдасар Дпир, среди восточных - Нагаш Овнатан (1661-1772).
2. 1712—1795 гг. — Новая ашугская школа Саят-Новы.
3. 1846—1909 гг. — новоармянская ашугская школа Дживани.
4. 1857—1938 гг. — сазандарская школа ашуга Шерама.

Как дни зимы, дни неудач недолго тут: придут-уйдут.
Всему есть свой конец, не плачь! — Что бег минут: придут-уйдут.
Тоска потерь пусть мучит нас, но верь, что беды лишь на час:
Как сонм гостей, за рядом ряд, они снуют: придут-уйдут...
Армянские ашуги изначально записывали и воспроизводили своё творчество на различных диалектах армянского языка, но позже перешли на более доступный литературный язык. Многие из армянских ашугов бегло говорили на нескольких языках региона. Помимо армянского, они творили на персидском, османском, грузинском и азербайджанском языках, а иногда в их произведениях использовалось одновременно несколько языков.
Ашуги преимущественно использовали классическое стихосложение, которое они подняли на более высокий уровень. Они адаптировали его для удовлетворения потребностей своего языка и идей, создавая новые варианты классических форм ашугского стихосложения и даже новых форм. Особую ценность представляет собой средний «комплекс рифм», расположенный в каждой строке. Ашуги, используя разные технические устройства, часто импровизировали (особенно в соревнованиях).
Издавна у армян существовала традиция соревнования между певцами, где ашуги исполняли песни собственного сочинения. После чего выбирался победитель, которому побежденный, признавая превосходство своего соперника, отдавал свой музыкальный инструмент. Прибытие ашуга в село являлось для армян знаменательным событием. Послушать певца-сказителя собирались все жители от мала до велика. Как правило принимали ашуга в самом вместимом ода (зал для собрания мужчин), который заполняли мужчины, а девушкам и женщинам, в виде исключения, по случаю приезда ашуга, разрешалось находиться в помещении располагаясь ближе к выходу

### Жанровые особенности

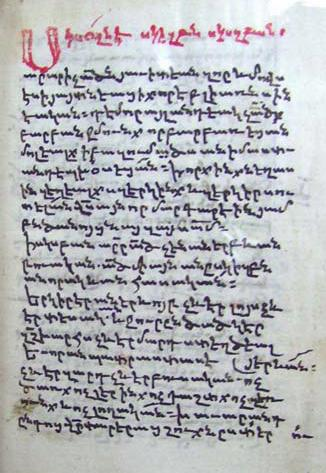
Рукопись армянского поэта ашуга XV—XVI вв. Ованеса Тлкуранци

Так же, как и творчество тагергу, гусанов, искусство армянских ашугов пришло из городской среды. Его исполнители играли как для зрителей-аристократов, так и простых людей. Армянские ашуги, имея сходство с гусанами по части социальной роли и профессионального характера, отличались от них по форме и содержанию музыки и некоторым особенностям исполнения. Кроме этого в отличие от выступавших в основном как члены театральной труппы гусанов, ашуги являлись поэтами-одиночками.
По мере развития искусства армянских ашугов, внутрижанровые подразделения и формы их песен, их метроритмика, и законы стихосложения приобретают связь с формами восточного стихосложения. В результате этого синтеза образовался стиль армянской ашугской музыки, который примыкая общевосточному, представляет собой самостоятельную ветвь в поэтическом музыкальном выражении.
В ашугских композициях поэзия, как правило, более важна, чем сама мелодия. Армянские ашуги в своих произведениях используют много традиционных импровизированных мотивов (их число доходило до 60), имеющих общее свойство с мотивами Ближнего Востока. Но наряду с этим армянские ашуги используют в произведениях свои оригинальные мелодии. Это стало своеобразной национальной чертой. Таким образом, в произведениях армянских ашугов главными были не только стихи (как это принято у других ашугов), но и единая музыкально-поэтическая композиция. Кроме того, с целью сохранить своё авторство, армянские ашуги, упоминая свой псевдоним в последнем куплете каждой песни, утвердили новую ближневосточную традицию.
По сравнению с мелодиями гусанов, произведения армянских ашугов показывали ещё и эмоции, напряжение и пафос. Речитатив, кантилена и танцевальный характер мелодий был более очевидным, чем в крестьянской народной музыке. В мелодиях, как правило, распространены и широко используемы смешивание метров и относительно богатый орнамент. Помимо этого, мелодии имеют индивидуальные особенности, которые могут отражать творческую личность ашуга и его источник народной музыки.
Музыковед Арам Кочарян выделяет следующие ашугские музыкально-поэтические формы: дюбе́йт, тасли́б, газе́ль, дивани́, семаи́, гошма́, даста́н, мухамма́з, мюштаза́т, шаки́.
Армянские ашуги Нового и Новейшего времени, такие как Саят-Нова, Ширин, Мискин-Бурджи, Дживани, Аваси, Шаген и др, развивали особый жанр средневековой армянской поэзии — храт (назидание).

### Основные темы произведений

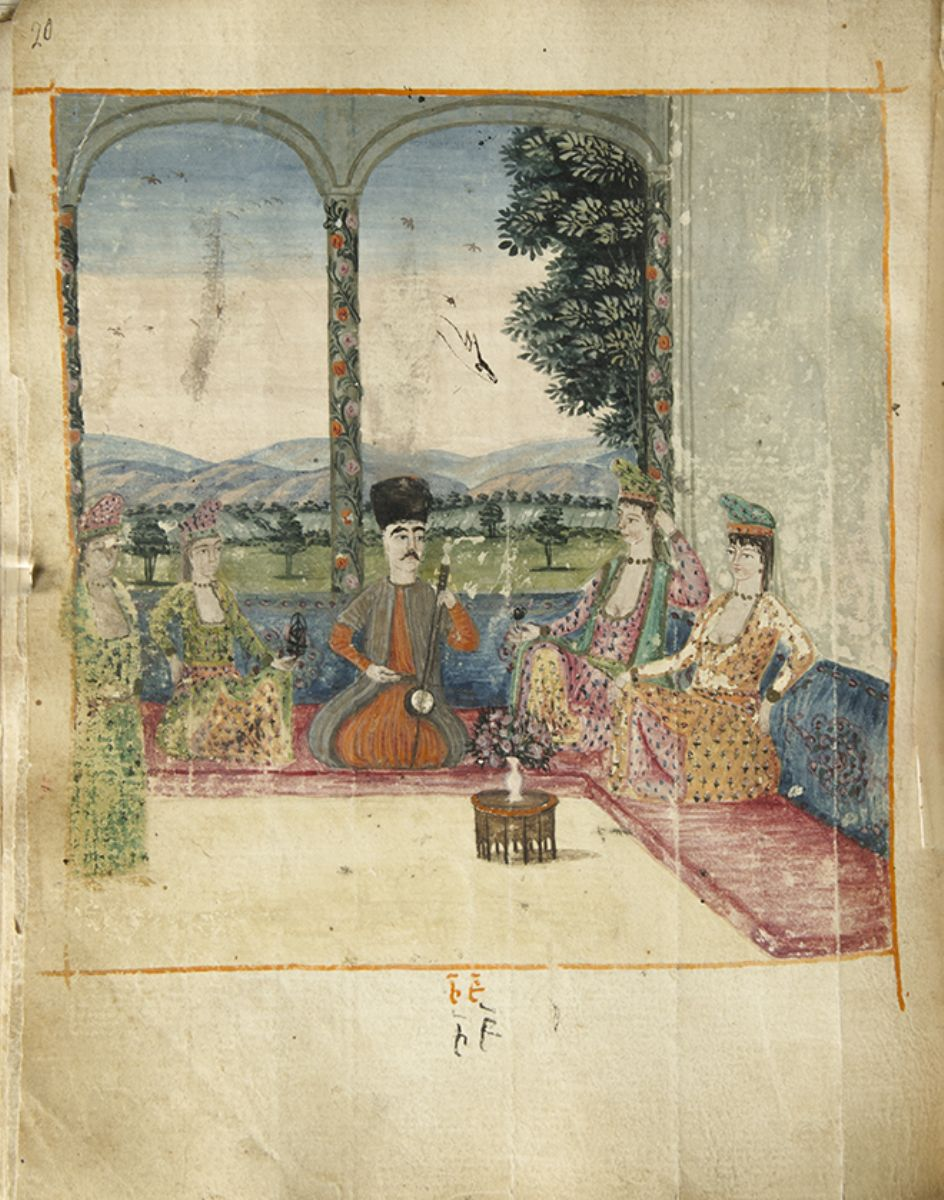
Нагаш Овнатан — армянский поэт и ашуг конца XVII — начала XVIII века

Армянские ашуги в своих произведениях использовали личные и социальные сюжеты. Любовь была основной темой, иногда она выражалась гиперболически с трогательной непосредственностью или в поразительных образах. Кроме того, особое внимание уделялось социальным, философским и нравоучительным темам. Ашуги подчеркивали человеческие добродетели и осуждали отрицательные стороны жизни общества или жизни отдельных людей.
В произведениях армянских ашугов также встречаются исторические описания, шутки, мухамме (c араб. - "загадка"), а также армянские версии ближневосточных сказок. Со временем в репертуар ашугов вошли темы общественной значимости и национально-освободительной борьбы, после чего возникали новые национальные ашугские сказки. Благодаря художественному воздействию армянских ашугов и их способности выражать национальное самосознание в общих чертах, их песни будучи очень популярными, помогали людям терпеть тягости войны, изгнание и геноцид, а такие песни, как песня ашуга Дживани «Плохие дни придут-уйдут», имеют большее значение, чем просто художественное. Помимо того, что армянские ашуги своим творчеством и мастерством увековечили национальные традиции, они сыграли важную роль в развитии музыкальной культуры других народов региона.

### Школы
Существовали разные школы армянских ашугов, которые имели свои особые традиции. В качестве наименования этих школ были взяты названия их центров: Вагаршапат (Эчмиадзин), Александрополь (ныне Гюмри), Тбилиси, а также школы персидских армян, турецких армян и так далее. Все они отличались друг от друга диалектами армянского языка и манерой исполнения, поэтическими формами и музыкальными стилями.

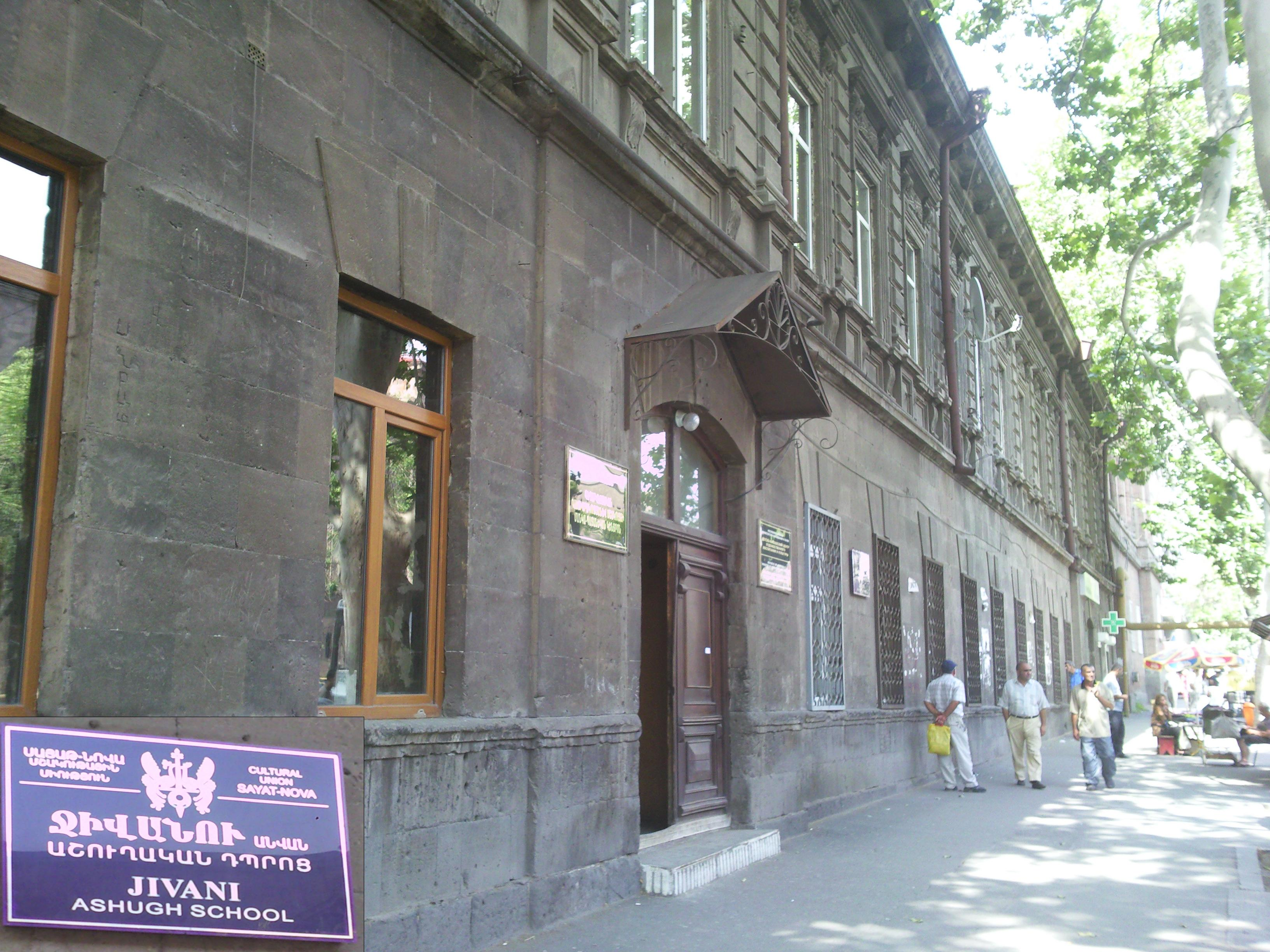
Армянская школа ашугов им. Дживани в Ереване

Музыковед А. Кочарян отмечает, что первые армянские ашугские школы возникли за пределами Армении: в Нор-Джуге (в 1630-х гг.) среди персидских армян, в Константинополе (в 1730-х гг.) — турецких армян, в Тифлисе (XVIII в.) — грузинских армян. В XX веке автор выделяет два основных стиля в ашугском искусстве Армении: Зангезуро-Карабахский и Ширакский.
По традиции молодые армянские ашуги, едва окончив обучение, должны были совершить паломничество в монастырь Сурб Карапет в Муше (ныне на востоке Турции). Совершая своё путешествие через всю страну, новоиспеченные ашуги должны были познакомиться с жизнью народа, понять волнующие его вопросы и оценить красоту различных диалектов армянского языка.
Стихи лучших представителей армянских ашугских школ сохранились в рукописных книгах их авторов. Такие книги, куда ашуг записывал свои сочинения после их популяризации, называются давта́рами. Мелодии пережили устную передачу творчества, и с конца XIX века они были положены на ноты, а затем опубликованы.

### Инструменты
Как и гусаны, армянские ашуги используют музыкальные инструменты, но только струнные:
- Саз — лютня с грушевидным корпусом и длинной шеей, имеющей как правило, от шести до восьми металлических струн, и от десяти до тринадцати ладов.
- Чонгур — четырёх струнная лютня, одна из струн которой (с расположенным на середине шее колоком), короче остальных.
- Тар — лютня с длинной шеей, с телом в форме восьмерки и кожаной декой. Имеющей от 5 до 9, и от 11 до 14 струн.
- Канун — трапециевидная цитра с 24 рядами тройных струн при общем их числе 72.
- Сантур — трапециевидная цимбала
- Кеманча — инструмент с тремя или четырьмя струнами и покрытой кожей корпусом, часто красиво оформлены
- Кемани (или Бамбир) — 4х струнный музыкальный инструмент

Армянские ашуги выступают сольно (поют и играют) или совместно с другими музыкантами, которые выполняли важный аккомпанемент. В искусстве армянских ашугов не используется мимика, движение и драматизация.

Армянские ашуги
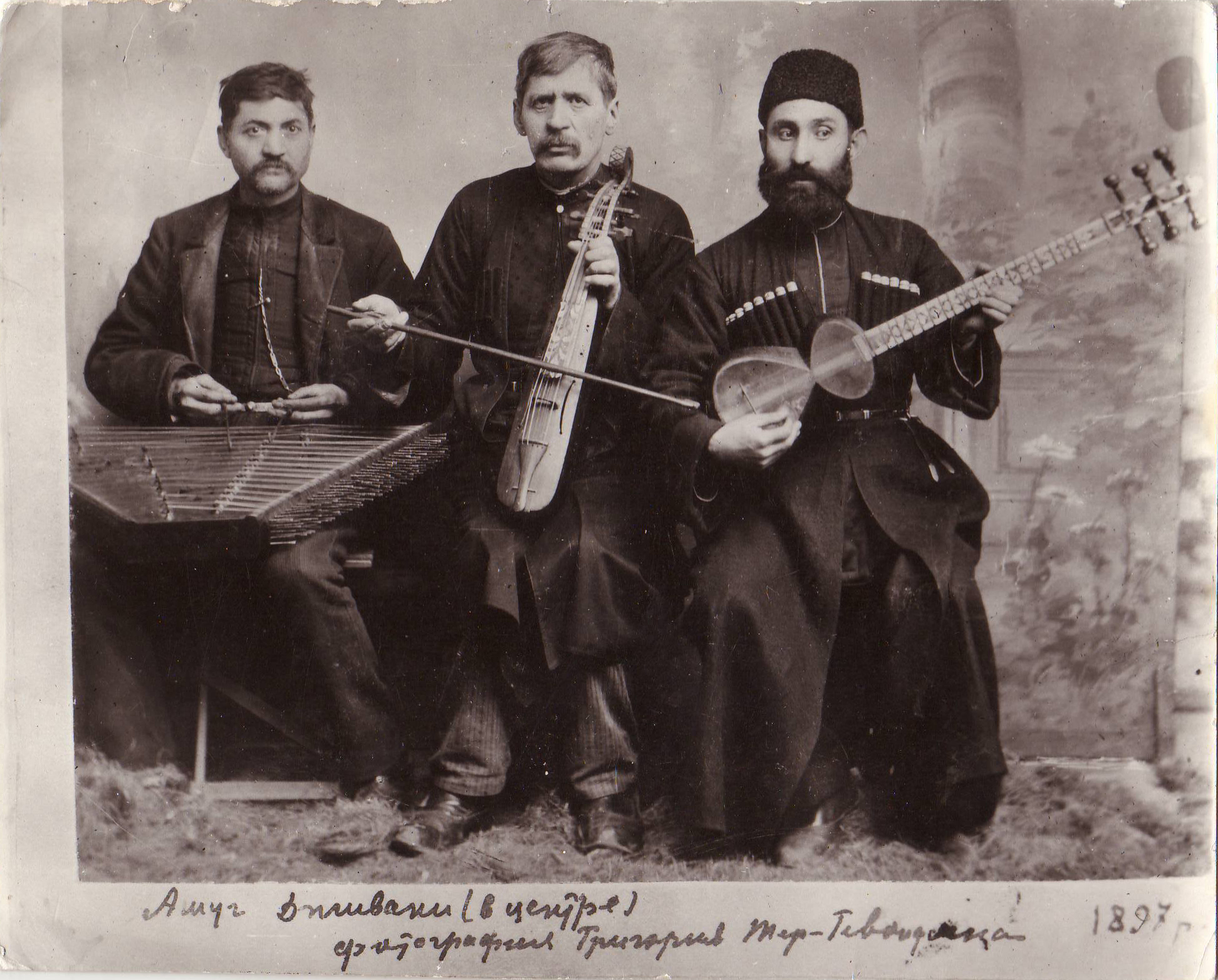
Ашуг Дживани с кеманом (в центре)
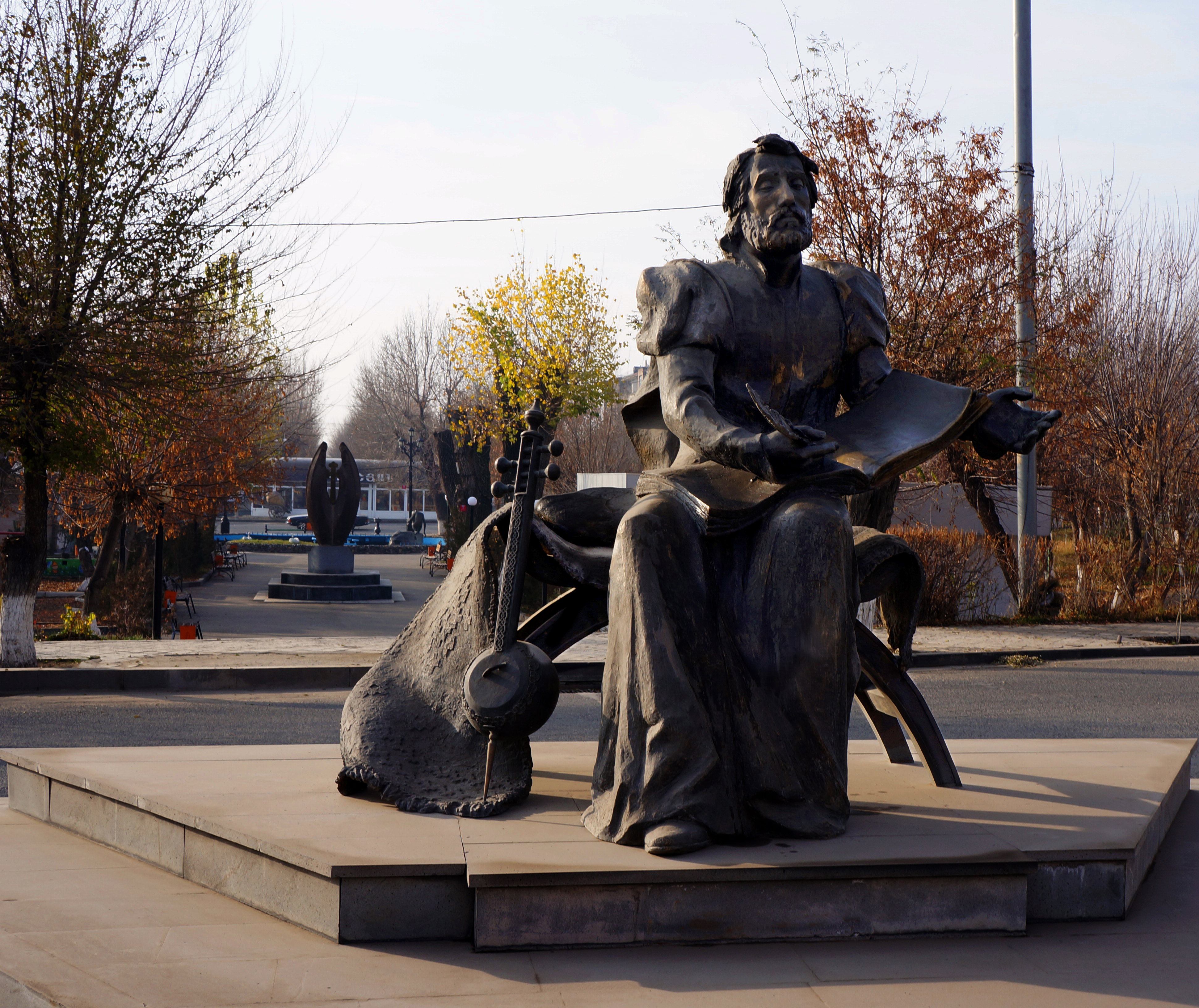
Памятник ашугу Саят-Нова в Гюмри
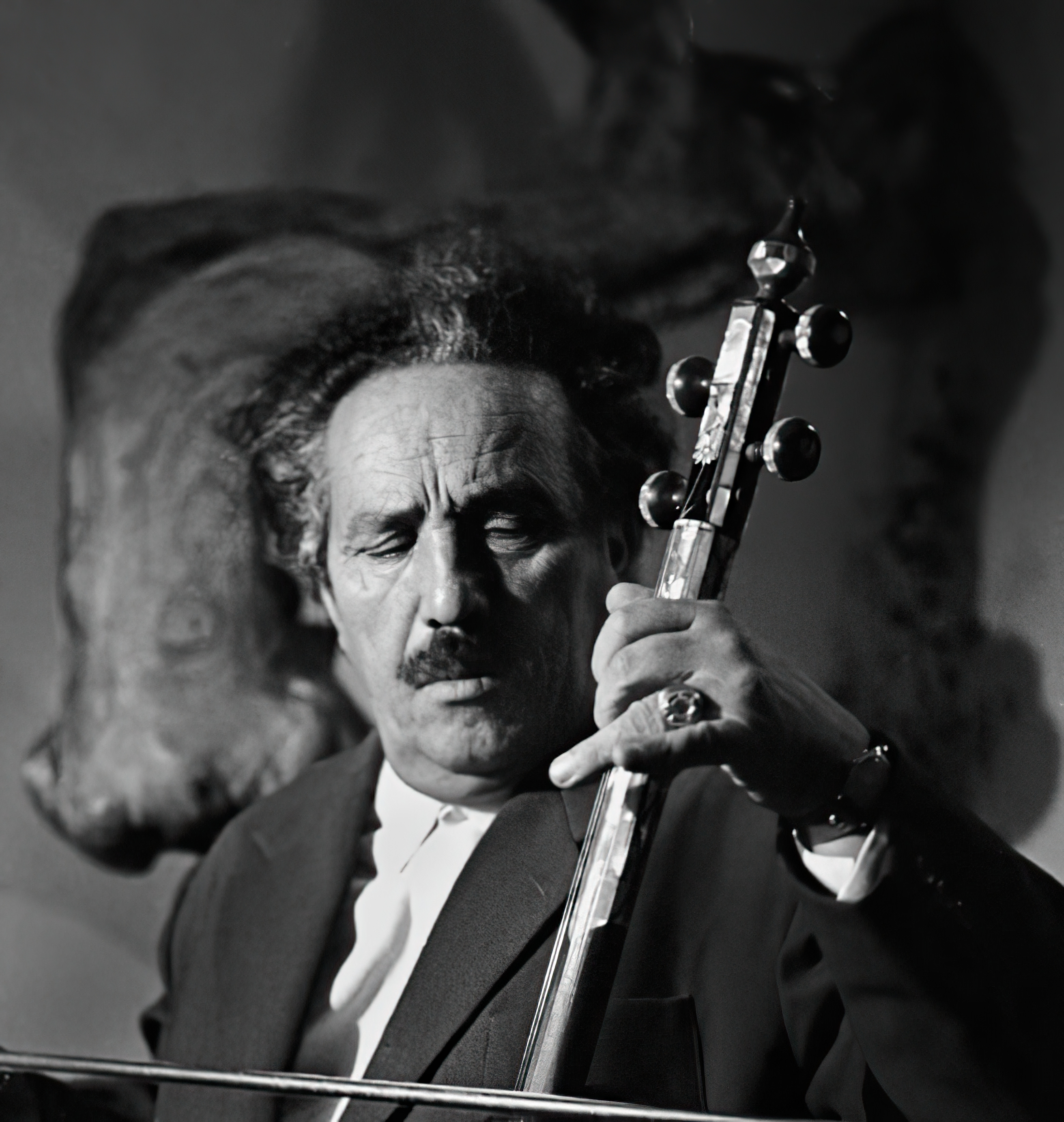
Гусан Ашот (1907-1989)
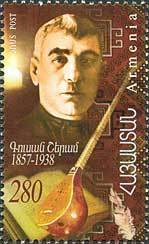
Гусан Шерам (1857-1938)
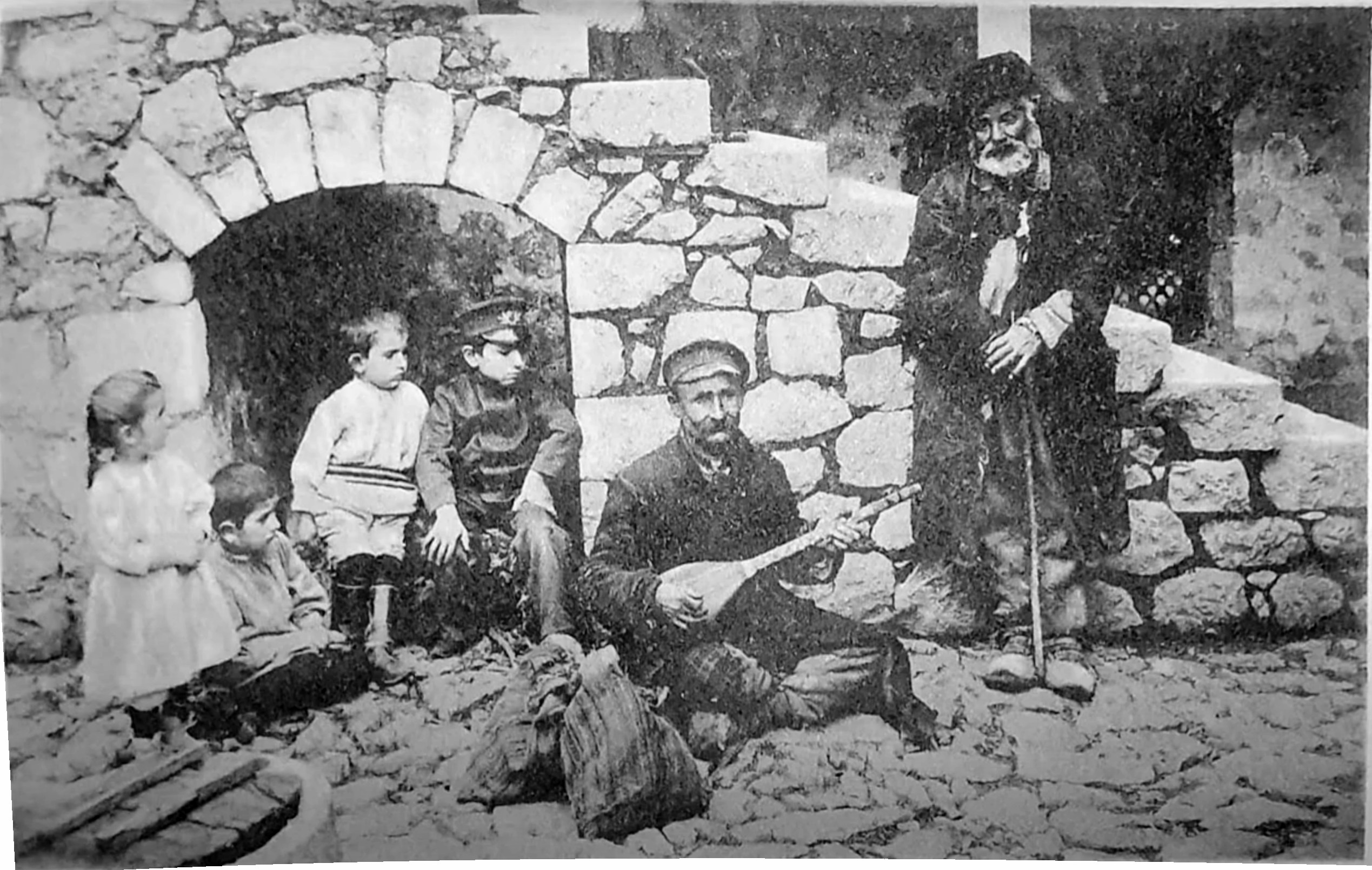
Армянский ашуг в Шуше

## Известные ашуги
- Аваг
- Аваси (1896—1978)
- Азбар-Адам[15]
- Алы Гызылвенкли
- Арзу Гурбани
- Арзу Мелек
- Асад (1893—1968)
- Ашхен
- Багдасар Дпир (1683 — 1768)
- Баграт

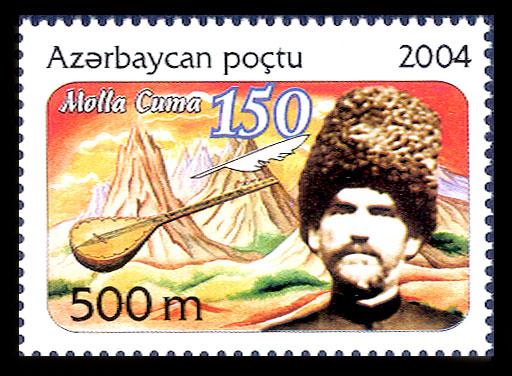
Ашуг Молла Джума на почтовой марке Азербайджана

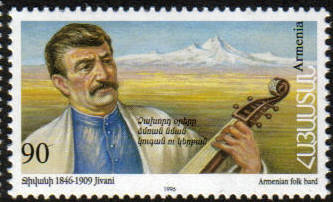
Ашуг Дживани на почтовой марке Армении

- Верди (Гехам Тарвердян)  (1884—1955)
- Гасаб-Оглы (Саргис)  (1770-е — 1886)
- Геворг Махуби
- Гюлгязян (Манук)
- Гусан Саргис Закарян
- Джамали (Мкртич)
- Джахри
- Дживани (1846—1909)
- Ерванд
- Захри (Карапет) (1818—1888)
- Ислам (1875—1950)
- Кямандар
- Лункианос Карнеци (1781—1841)
- Миски Бурджи (1810—1847)
- Молла Джума
- Муса (1795—1840)
- Наапет Кучак (XVI в.)
- Назани (Ованнес Тер-Мартиросян) (1870—1912)
- Нирани
- Овнатан Нагаш (1661—1722)
- Овсеп Никогосян
- Пайцаре (Варшам Трдатян)
- Петрос Капанци (1700—1784)
- Ровшан Ибрагимзаде
- Сагайи
- Сазаи (Агаджан)
- Самира
- Саят-Нова (1712—1795)
- Смбат
- Фатали Великентский
- Хайат (Сукиас Загриян)
- Хайт
- Хатам
- Халид Карадаглы
- Хесте Касум
- Чтиганос
- Шаэн (1909-?)
- Шерам (Григор Талян) (1857—1938)
- Ширин (Ованнес Карапетян)
- Айкуи Арутюнян